# Oudeschild
Oudeschild est un village de la commune néerlandaise de Texel, dans la province de la Hollande-Septentrionale.

## Galerie

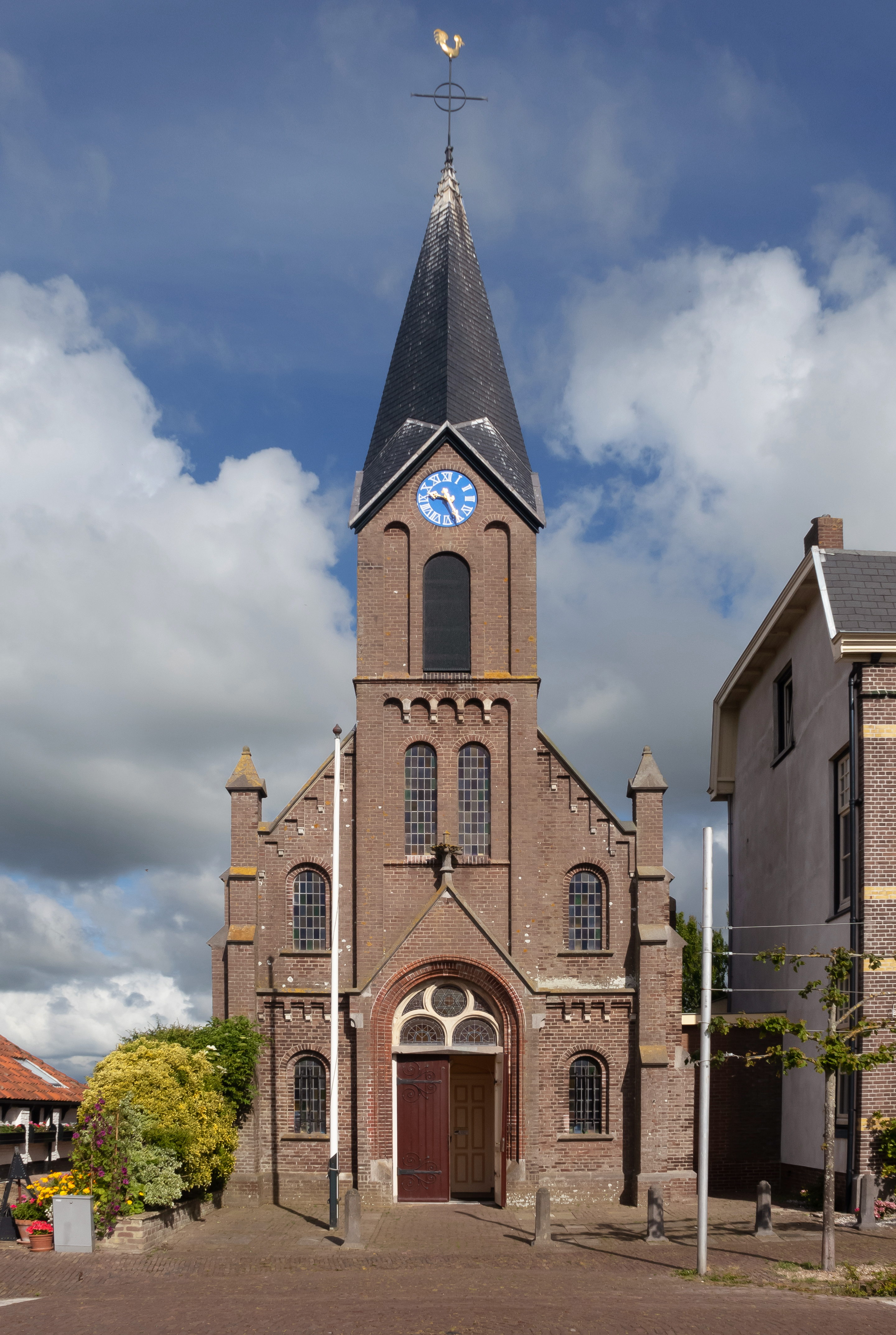
L'église : de Sint Martinuskerk
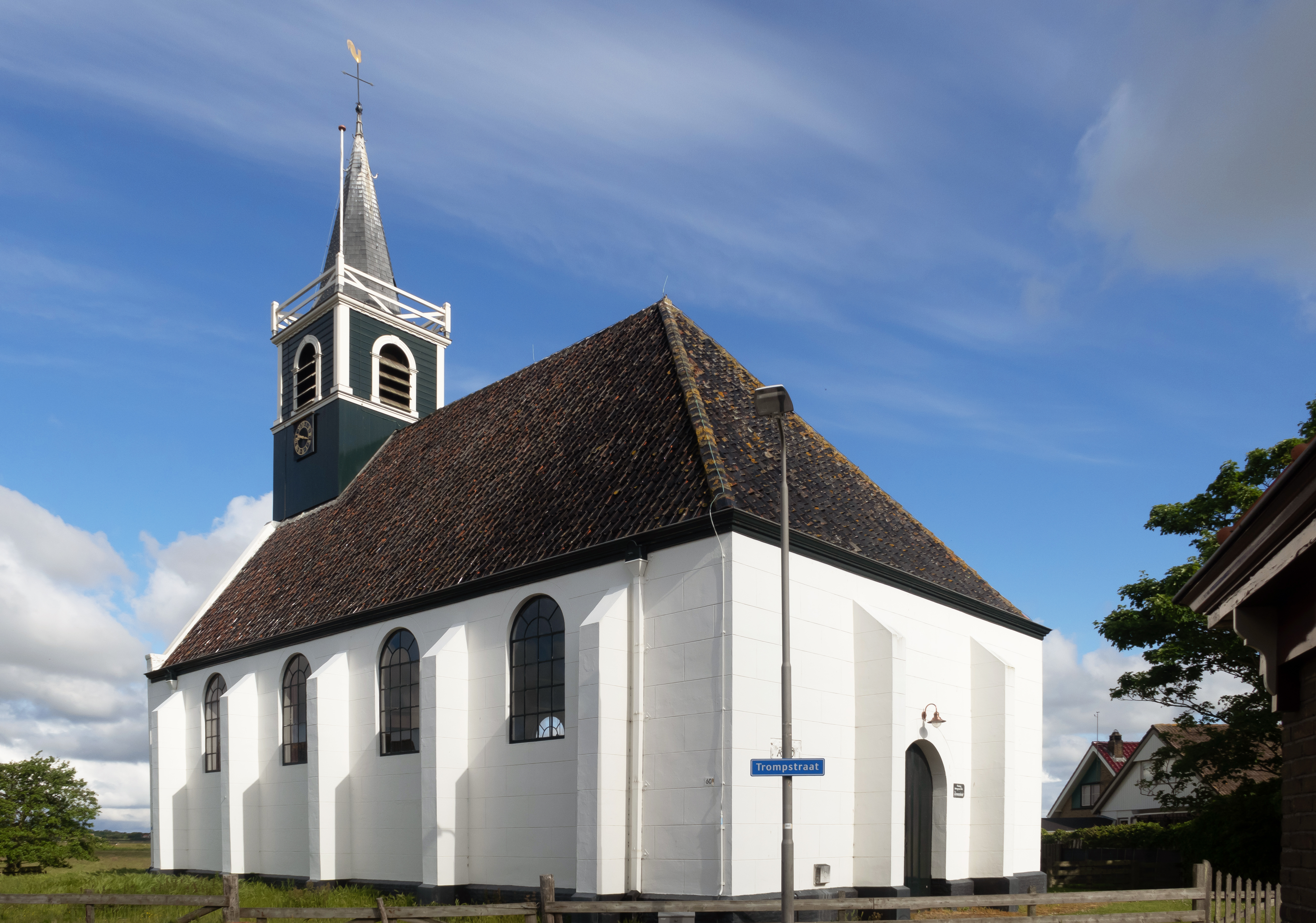
L'église : la Zeemanskerk
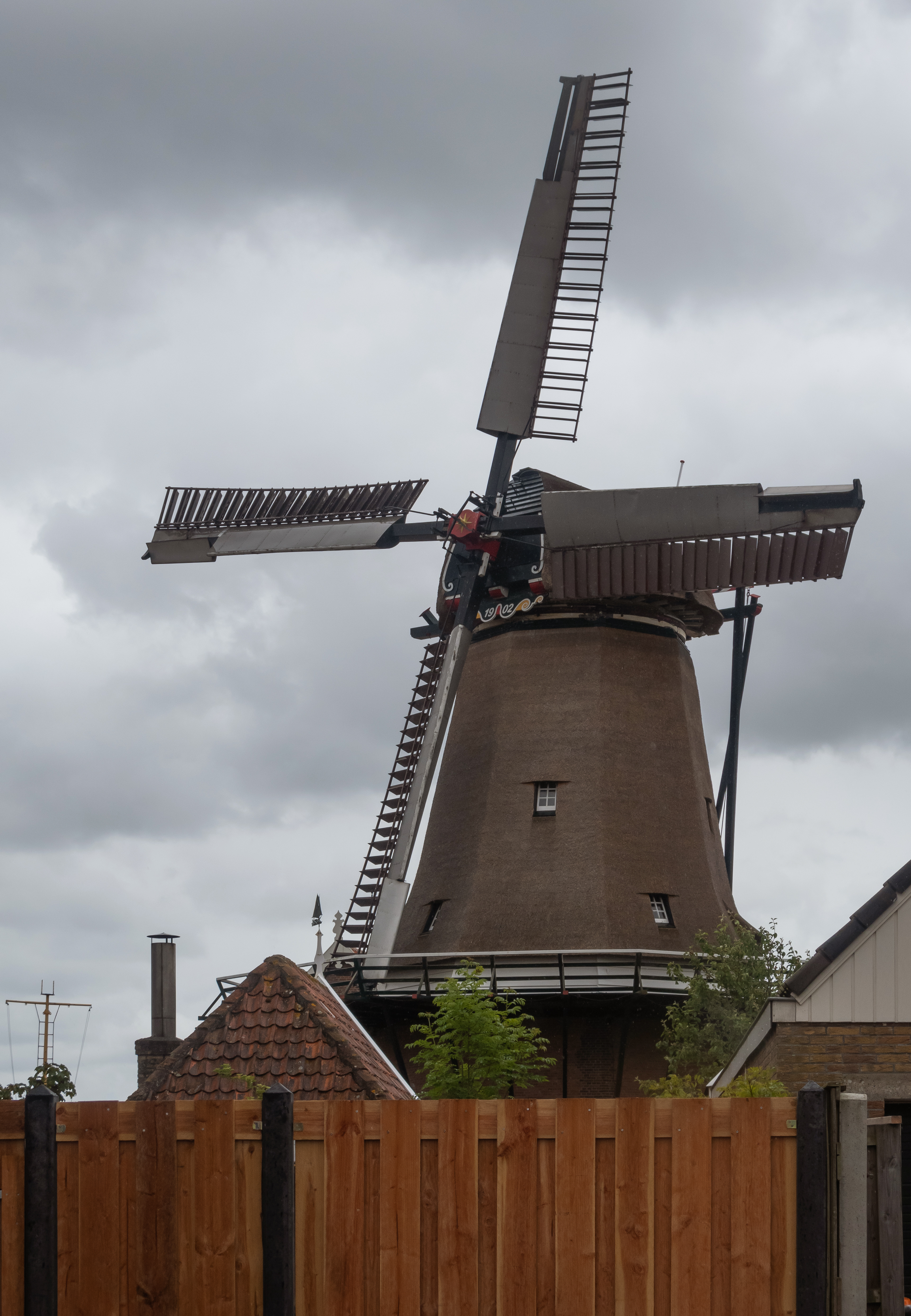
Le moulin : korenmolen de Traanroeier
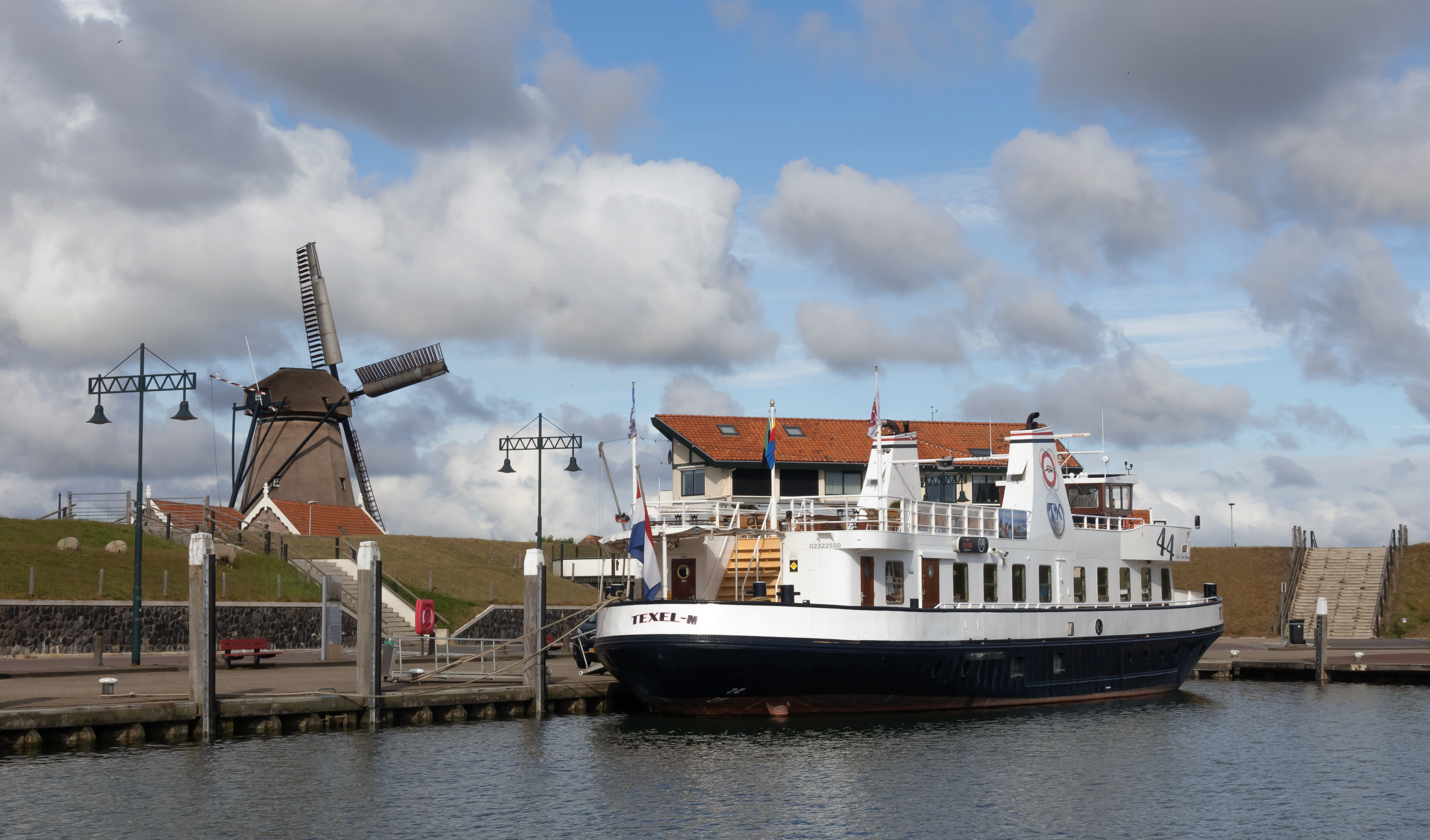
Le bateau d'excursion le Texel44
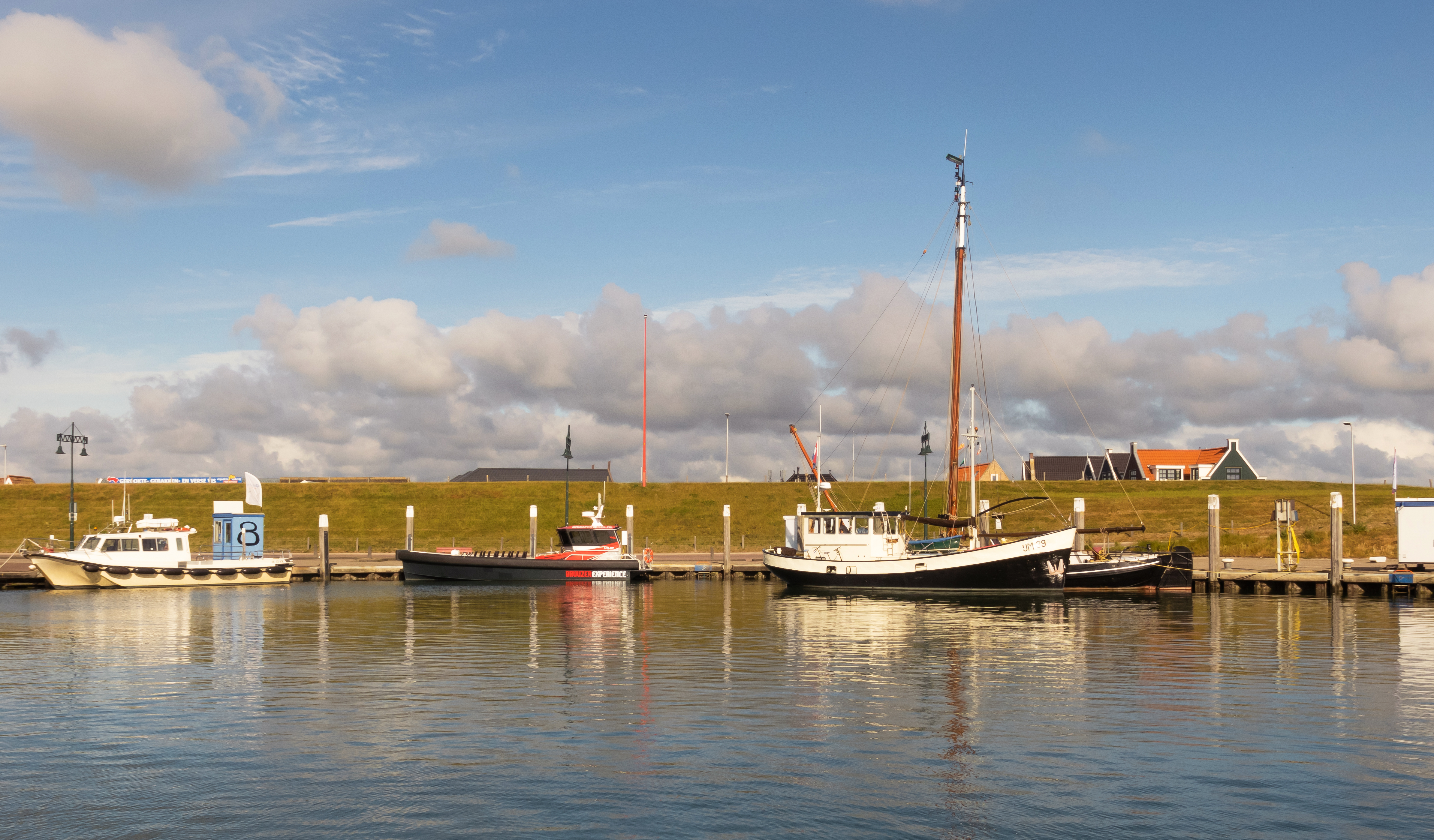
Vue sur le Port
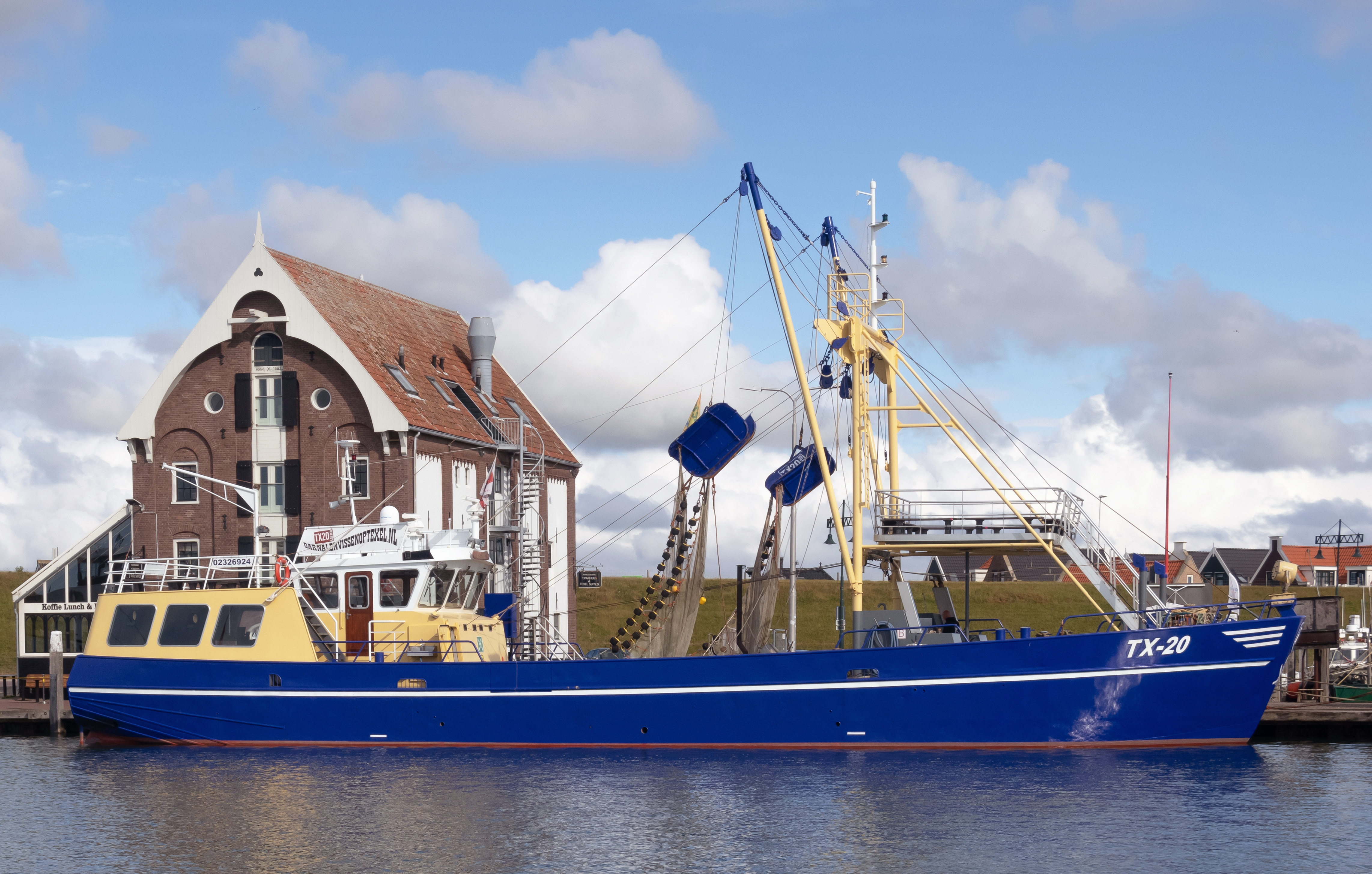
Le bateau d'excursion le TX20
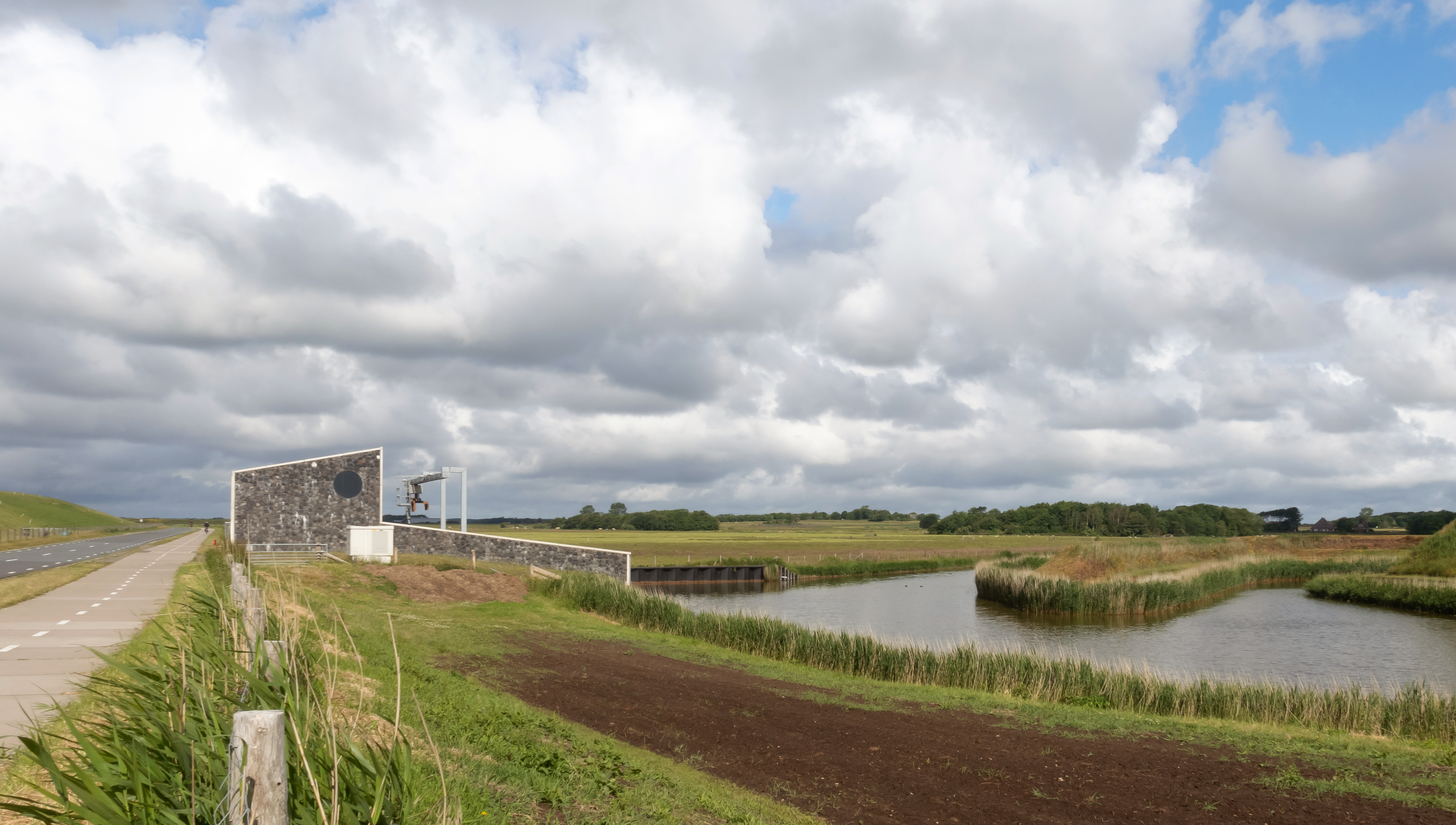
La station de pompage: gemaal de Schans
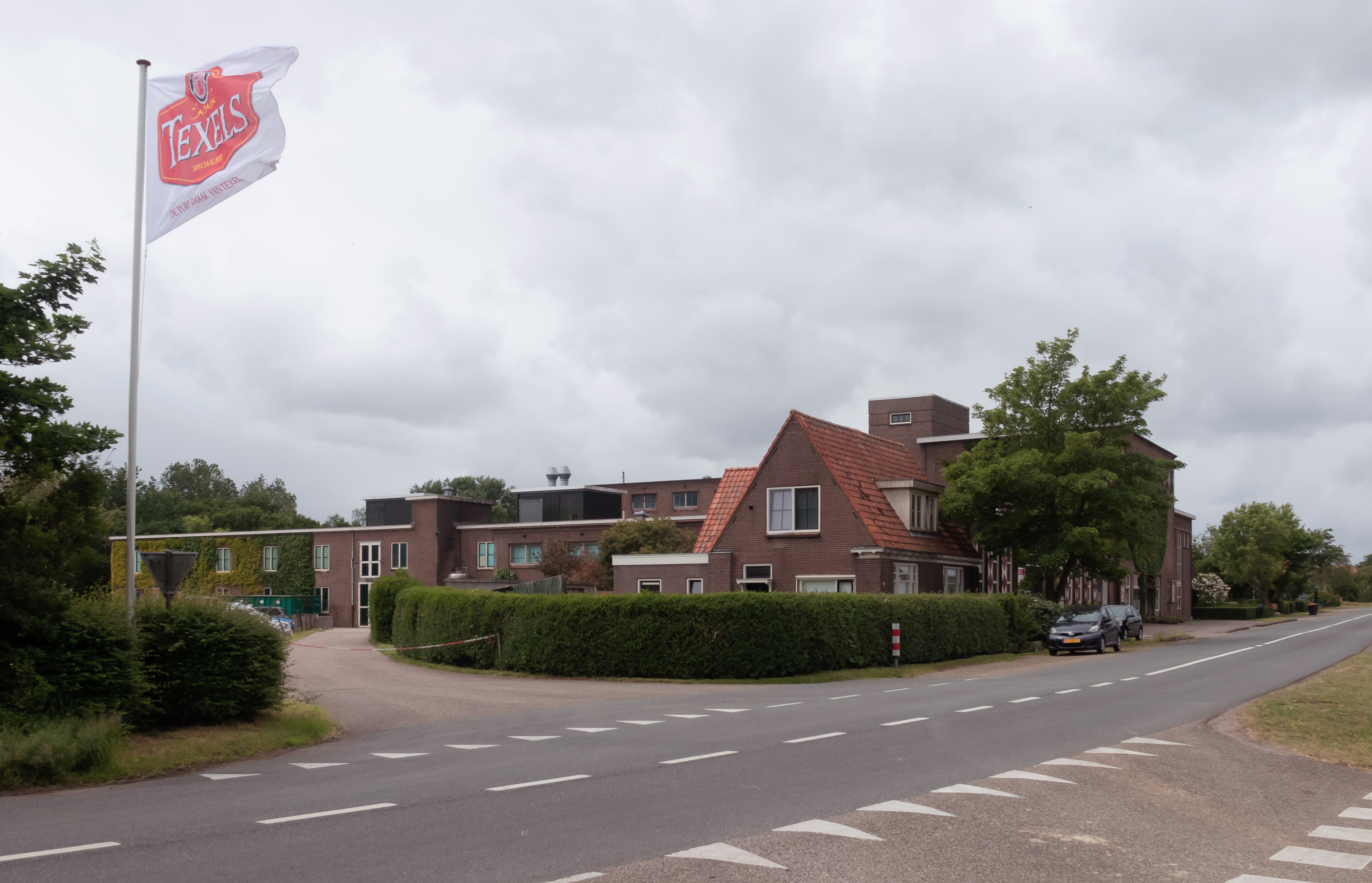
La brasserie Texel depuis le Schilderweg